# Eygurande
Pour l’article homonyme, voir Eygurande-et-Gardedeuil.
Eygurande (Eiguranda en occitan), est une commune française située dans le département de la Corrèze en région Nouvelle-Aquitaine.
Ses habitants sont appelés les Eygurandais et les Eygurandaises.

## Toponymie
Le nom d'Eygurande (attestation de 1300 Aygurandia) vient du toponyme gaulois *egoranda (ou *equoranda)  dont l'évolution la plus fréquente en France est Ingrandes. 
Egoranda devait fondamentalement signifier "limite" et correspondait souvent à la frontière entre deux peuples gaulois.
À l'époque gauloise, Eygurande était située à la limite entre les Lémovices et les Arvernes, qui devint ensuite limite entre les diocèses de Limoges et de Clermont-Ferrand, puis entre le Limousin et l'Auvergne, enfin, entre la Corrèze et le Puy-de-Dôme lors de la création des départements en 1790.
Par mécoupure, Eiguranda a été interprété, dans l'occitan local récent, comme Las Gurandas.

## Géographie
Commune située dans le Massif central à 743 mètres d'altitude, Eygurande, parsemée des champs Corréziens est à la limite du département du Puy-de-Dôme, et de la Creuse. La commune est arrosée par le ruisseau de la Barricade.

### Climat
Pour des articles plus généraux, voir Climat de la Nouvelle-Aquitaine et Climat de la Corrèze.
Historiquement, la commune est exposée à un climat montagnard.  
En 2020, Météo-France publie une typologie des climats de la France métropolitaine dans laquelle la commune est exposée à un climat de montagne et est dans la région climatique  Ouest et nord-ouest du Massif Central, caractérisée par une pluviométrie annuelle de 900 à 1 500 mm, maximale en automne et en hiver.
Pour la période 1971-2000, la température annuelle moyenne est de 9 °C, avec  une amplitude thermique annuelle de 15 °C. Le cumul annuel moyen de précipitations est de 1 113 mm, avec 13,5 jours de précipitations en janvier et 8,3 jours en juillet. Pour la période 1991-2020, la température moyenne annuelle observée sur la station météorologique la plus proche, située sur la commune d'Ussel à 17 km à vol d'oiseau, est de 9,9 °C et le cumul annuel moyen de précipitations est de 1 156,1 mm,. Pour l'avenir, les paramètres climatiques de la commune estimés pour 2050 selon différents scénarios d’émission de gaz à effet de serre sont consultables sur un site dédié publié par Météo-France en novembre 2022.

## Urbanisme

### Typologie
Au 1er janvier 2024, Eygurande est catégorisée commune rurale à habitat dispersé, selon la nouvelle grille communale de densité à 7 niveaux définie par l'Insee en 2022.
Elle est située hors unité urbaine et hors attraction des villes,.

### Occupation des sols
L'occupation des sols de la commune, telle qu'elle ressort de la base de données européenne d’occupation biophysique des sols Corine Land Cover (CLC), est marquée par l'importance des territoires agricoles (62,4 % en 2018), en augmentation par rapport à 1990 (60,5 %). La répartition détaillée en 2018 est la suivante : 
forêts (33,6 %), zones agricoles hétérogènes (33 %), prairies (29,4 %), milieux à végétation arbustive et/ou herbacée (2,2 %), zones urbanisées (1,7 %).
L'évolution de l’occupation des sols de la commune et de ses infrastructures peut être observée sur les différentes représentations cartographiques du territoire : la carte de Cassini (XVIIIe siècle), la carte d'état-major (1820-1866) et les cartes ou photos aériennes de l'IGN pour la période actuelle (1950 à aujourd'hui).

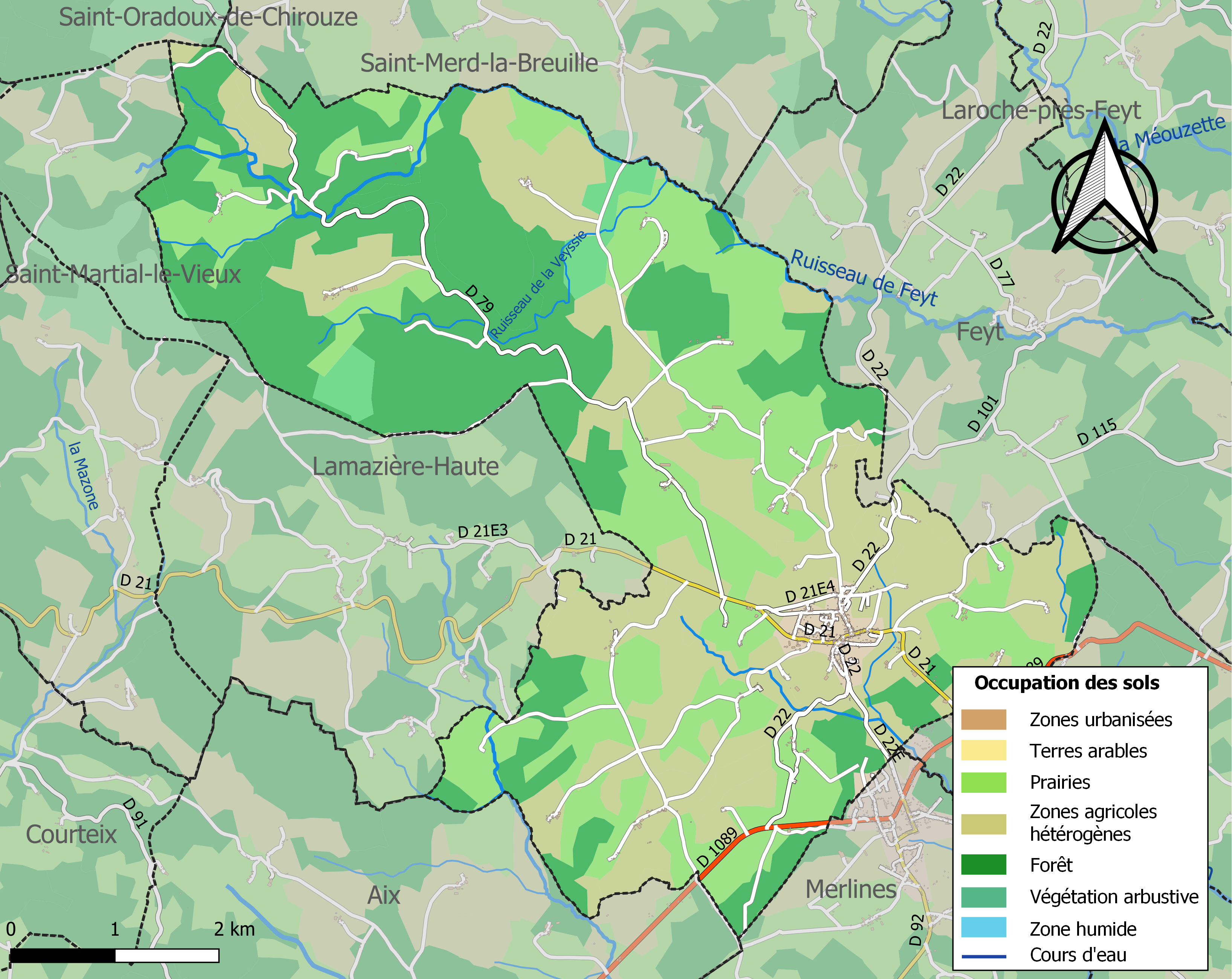
Carte des infrastructures et de l'occupation des sols de la commune en 2018 (CLC).

### Transport routier
- Réseau Réseau interurbain de la Corrèze

### Risques majeurs
Le territoire de la commune d'Eygurande est vulnérable à différents aléas naturels : météorologiques (tempête, orage, neige, grand froid, canicule ou sécheresse), feux de forêts et séisme (sismicité très faible). Il est également exposé à un risque particulier : le risque de radon. Un site publié par le BRGM permet d'évaluer simplement et rapidement les risques d'un bien localisé soit par son adresse soit par le numéro de sa parcelle.

#### Risques naturels

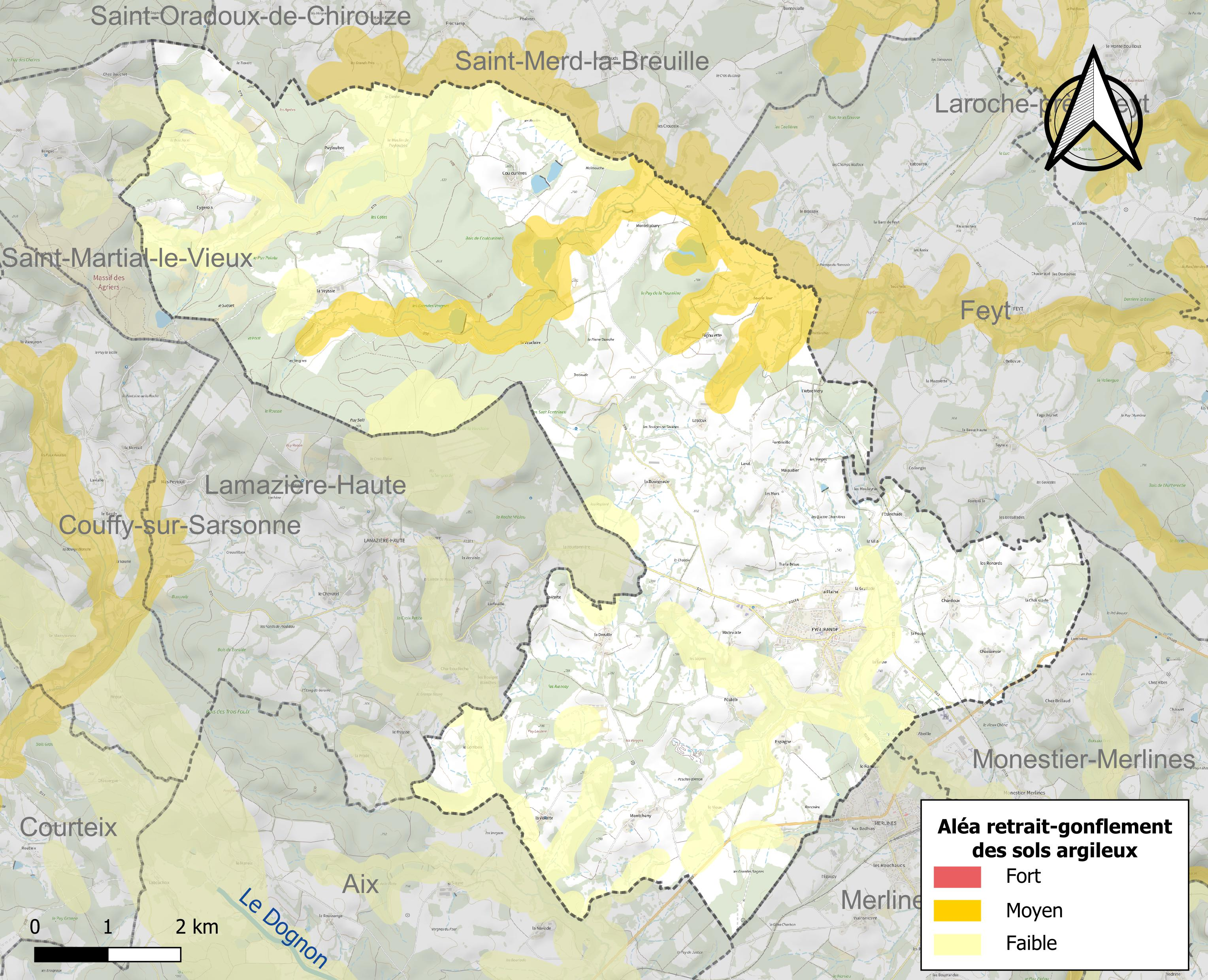
Carte des zones d'aléa retrait-gonflement des sols argileux d'Eygurande.

Le retrait-gonflement des sols argileux est susceptible d'engendrer des dommages importants aux bâtiments en cas d’alternance de périodes de sécheresse et de pluie. 9,1 % de la superficie communale est en aléa moyen ou fort (26,8 % au niveau départemental et 48,5 % au niveau national). Sur les 355 bâtiments dénombrés sur la commune en 2019, deux sont en aléa moyen ou fort, soit 1 %, à comparer aux 36 % au niveau départemental et 54 % au niveau national. Une cartographie de l'exposition du territoire national au retrait gonflement des sols argileux est disponible sur le site du BRGM,.
Concernant les feux de forêt, aucun plan de prévention des risques incendie de forêt (PPRIF) n’a été établi en Corrèze, néanmoins le code de l’urbanisme impose la prise en compte des risques dans les documents d’urbanisme. Le périmètre des servitudes d'utilité publique et des zones d'obligation légale de débroussaillement pour les particuliers est quant à lui défini pour la commune dans une carte dédiée. 

#### Risque particulier
Dans plusieurs parties du territoire national, le radon, accumulé dans certains logements ou autres locaux, peut constituer une source significative d’exposition de la population aux rayonnements ionisants. Certaines communes du département sont concernées par le risque radon à un niveau plus ou moins élevé. Selon la classification de 2018, la commune d'Eygurande est classée en zone 3, à savoir zone à potentiel radon significatif. 

## Histoire
Site préhistorique occupé à l'époque gallo-romaine.
Châtellenie appartenant aux seigneurs d'Ussel au Moyen Âge. Puis aux Villelume, Amable de Villelume, dame d'Eygurande vend ce fief le 24 septembre 1611 à Anne de Lévis duc de Ventadour.
En 1584 : construction de la "Maison de notaire" dite tour Choriol.
Lors de la Révolution française, pour suivre le décret de la Convention, la commune change de nom pour La-Montagne.
En 1922 : construction de la chapelle Vierge à l'Enfant, dite Notre-Dame-d'Eygurande.

## Politique et administration
| Période   | Période   | Identité        | Étiquette   | Qualité                                              |
| --------- | --------- | --------------- | ----------- | ---------------------------------------------------- |
| 1790      | 1791      | J.-m. Choriol   |             |                                                      |
| 1791      | 1792      | Valette         |             |                                                      |
| 1792      | 1793      | J. Sudrie       |             |                                                      |
| 1793      | 1796      | G. Levadour     |             |                                                      |
| 1796      | 1800      | J. Simonnet     |             |                                                      |
| 1800      | 1816      | J.-m. Choriol   |             |                                                      |
| 1816      | 1825      | G. Levadour     |             |                                                      |
| 1825      | 1832      | A. Choriol      |             |                                                      |
| 1832      | 1835      | J.-p. Simonnet  |             |                                                      |
| 1835      | 1852      | A. Longy        |             |                                                      |
| 1852      | 1855      | M. Constanty    |             |                                                      |
| 1855      | 1899      | François Longy  | Républicain | Conseiller général du canton d'Eygurande (1867-1899) |
|           |           |                 |             |                                                      |
|           |           | Annet Thomas    | Rad.        | Conseiller général du canton d'Eygurande (1925-1940) |
|           |           |                 |             |                                                      |
| mars 2001 | mars 2008 | René Bertrand   | DVD         |                                                      |
| mars 2008 | mars 2014 | Daniel Estival  | DVD         |                                                      |
| mars 2014 | mai 2020  | Jeannine Vivier |             | Retraitée                                            |
| mai 2020  | En cours  | Didier Beaumont |             | Enseignant                                           |

## Démographie
| 1793  | 1800 | 1806 | 1821 | 1831 | 1836 | 1841 | 1846 | 1851 |
| ----- | ---- | ---- | ---- | ---- | ---- | ---- | ---- | ---- |
| 1 000 | 991  | 908  | 912  | 921  | 990  | 983  | 992  | 983  |

| 1856  | 1861 | 1866  | 1872  | 1876  | 1881  | 1886  | 1891  | 1896  |
| ----- | ---- | ----- | ----- | ----- | ----- | ----- | ----- | ----- |
| 1 003 | 956  | 1 000 | 1 020 | 1 132 | 1 122 | 1 077 | 1 007 | 1 067 |

| 1901  | 1906  | 1911  | 1921 | 1926 | 1931 | 1936 | 1946 | 1954 |
| ----- | ----- | ----- | ---- | ---- | ---- | ---- | ---- | ---- |
| 1 023 | 1 021 | 1 020 | 962  | 864  | 835  | 838  | 888  | 787  |

| 1962 | 1968 | 1975 | 1982 | 1990 | 1999 | 2006 | 2008 | 2013 |
| ---- | ---- | ---- | ---- | ---- | ---- | ---- | ---- | ---- |
| 810  | 805  | 791  | 827  | 794  | 779  | 720  | 701  | 678  |

| 2018 | 2022 | - | - | - | - | - | - | - |
| ---- | ---- | - | - | - | - | - | - | - |
| 686  | 684  | - | - | - | - | - | - | - |

## Économie
Production du fromage : La fromagerie des Chanterelles est installée au lieu-dit les Renards sur la commune. Dans le respect des traditions, c'est là que se sont fabriqués la Fourme des Chanterelles, Meule, bleu, CorrÉzien, P'titDome...
Fourme limousine sur Monestier Merlines.

## Lieux et monuments

### Chapelle Notre-Dame d’Eygurande
En 1942 : la petite chapelle, se trouvant à Eygurande, appelée aussi Vierge à l'Enfant, était un lieu de pèlerinage.
Le pèlerinage existe toujours et si les personnes présentes sont nettement moins nombreuses d'année en année, ce pèlerinage a lieu le 1er dimanche du mois de  septembre.

### Église Saint-Loup-de-Limoges
Petite église romane nommée Saint-Loup-de-Limoges des XIVe – XVIIe siècles. Elle est inscrite à l'Inventaire général du patrimoine culturel.

### Fontaine de dévotion de la Vierge
Fontaine à proximité de la chapelle de la Vierge, au bâti sommairement maçonné,  elle rend toute datation impossible et est couverte d'une ancienne meule de moulin et fermée par un battant en bois portant une croix. Elle devenue fontaine de dévotion en 1720, lors de l'invention d'une statuette de la Vierge à l'Enfant dans un pré situé à proximité, la statuette aurait alors été nettoyée dans l'eau de la fontaine. C'est un lieu de pèlerinage encore important aujourd'hui.

### Croix du cimetière
Construite au troisième quart du XIXe siècle, c'est une croix érigée vraisemblablement à la suite de la translation du cimetière vers 1861, 1862.

### Massif des Agriers
Le massif des Agriers est un ensemble forestier remarquable permettant des promenades très agréables dans une nature préservée.
Le massif des Agriers est composé de terrains provenant de la baronnie de Châteauvert, de biens de sections des communes de Couffy-sur-Arsonne, Eygurande, Lamazière-Haute et d’acquisitions plus récentes complémentaires.
Avant la Révolution, les sols Agriers, conservés à l’état naturel de bruyères et de genévriers étaient mis à disposition, exclusivement comme parcours à moutons par le tenant du fief, aux paysans, en échange de corvées.
Ce massif qui culmine à 915 m au Puy du Vareyron, bien propre d’un groupement syndical forestier, est géré par l’Office national des forêts.
D’une superficie totale de quelque 600 hectares, en majeure partie destinée à la production forestière : peuplement résineux, introduction du hêtre, le massif des Agriers réserve 130 hectares à la conservation du paysage originel, au tourisme et aux activités de plein air :
- au puy du Vareyron, table d’orientation développant 360° de panorama notamment sur les monts d’Auvergne et du Limousin
- arbre-repère, récemment réimplanté en remplacement de l’arbre des tûtes
- chalet d’accueil et aire de repos, point de départ de randonnées
- pièce d’eau
- arboretum de 4 ha, 60 espèces introduites feuillus et résineux
- carrefour de la croix des 4-Arbres
- la plaine des Filles : monument rustique à légende
- aire de détente de Chez Nanet avec « le puits à banlève »
- aire de la Pierre du Loup à Lachaud.

### Fontaine abreuvoir
Fontaine-abreuvoir en granit située à la Vialatte.

### Moulin de Puyloubec
Construit au troisième quart du XIXe, c'est le premier moulin avec parties agricoles porté sur la carte de Cassini, vendu comme bien national. Détruit, il a été deuxième moulin porté sur le cadastre de 1819. Il a ensuite été entièrement reconstruit vers 1850/1860 avec reprises et adjonction de bâtiments de ferme. Le chaume de la toiture a été remplacé par du fibro-ciment, une seule paire de meules sur deux autrefois est encore en activité aujourd'hui.
Le rez-de-chaussée du moulin est occupé par le mécanisme du moulin et le four à pain, le logement du meunier et les meules sont à l'étage.

### Maison de notaire dite Tour Choriol
Maison primitive construite en 1584, vraisemblablement pour le sieur Choriol, notaire royal (les Choriol sont notaires à Eygurande de la fin du XVIe siècle à 1846), sans doute composée d'une seule pièce par étage avec escalier de distribution en vis en demi-hors-œuvre, bâssière et cave voûtée en rez-de-chaussée. Escalier détruit et modification des ouvertures et de la distribution avec aménagement d'une aile en retour abritant un escalier d'accès aux étages sans doute dans la seconde moitié du XIXe siècle. La partie haute de l'ancienne tour d'escalier est refaite en brique, sans doute en même temps que la charpente. Cuve à lessive en terre déposée dans le grenier. Restauration en cours en 1989.

### Plateau de la Bourgeade
Plateau situé au lieu-dit la Bourgeade, à Eygurande.

### Plan d’eau de l’Abeille
Lac artificiel de loisirs situé entre Merlines et Eygurande construit dans les années 1970.

### Pont Charraud
Vieille substruction gallo-romaine se trouvant au pont Charraud.

### Menhir du Pialou
Menhir ancien se trouvant à Eygurande.

### Site gallo-romain du Montcheny
Site de l'époque gallo-romaine se trouvant au lieu-dit le Montcheny, à Eygurande.

## Personnalités liées à la commune
- Commandant Pierre Galopin
- Jean-Louis Rieupeyrout né à Eygurande en 1923, mort à La Rochelle en 1992 est un écrivain français spécialiste de l'Ouest américain.

## Héraldique
| Blason de Eygurande | Blason  | Écartelé : au 1er de gueules à trois bandes d'or, au 2e d'or à trois chevrons de sable, au 3e de gueules à trois étoiles d'or, au 4e d'argent au lion de gueules, sur le tout échiqueté d'or et de gueules de six tires. |
| Blason de Eygurande | Détails | Le statut officiel du blason reste à déterminer. |